# Thập niên 210 TCN
Thập niên 210 TCN hay thập kỷ 210 TCN chỉ đến những năm từ 210 TCN đến 219 TCN.